# Petra Slováková
Petra Slováková, ve svém raném období využívající také pseudonym Gabrielle Taroka (* 9. května 1987 Ostrava), je česká autorka fantasy a science fiction, čelná představitelka steampunkové komunity v ČR a umělkyně. Působila také jako ilustrátorka pro server Mfantasy, časopis Jupiter či různé básnické sbírky, v tomto odvětví navrhovala přebaly CD kapel Alvaréz peréz a Ravenlaw. Je vyhledávanou steampunkovou modelkou.

## Život
Petra Slováková vystudovala Mendelovu univerzitu v Brně. Jako autorka začínala s psaním poezie, která v roce 2013 souborně vyšla v knize Básně u nakladatelství Epika. Do povědomí veřejnosti vstoupila finálovými umístěními v prestižních českých a slovenských literárních soutěžích jako jsou např. Cena Karla Čapka, Dumky Podvečerné či Poviedka Istroconu, ve které zvítězila jako vůbec první český autor. Debutovala povídkou Kóma (2011) v časopise Pevnost, kde vychází i jiné její práce. Prozaickými knižními prvotinami pak byla na Slovensku vydaná sbírka povídek Železonoc a jiné podivnosti (2012) a soubor dvou kyberpunkových novel s názvem Cvrček v krabičce (2012). Je autorkou prvního českého steampunkového románu Démon z East Endu (2015), jenž byl nominován na prestižní literární ocenění Aeronautilus. Její tvorba se často objevuje v povídkových sbornících, a to i v zahraničí, kde se objevila v knihách Steampunk writers around the world (Luna Press Publishing, 2017), Around the world in more than 80 SF-Stories nebo v antologii Dreams From Beyond. Mnoho let přednáší o viktoriánské době a steampunku. V roce 2016 vyhrála v anketě Fantasy svet awards v kategorii Nejlepší přednášející. Byla také zvolená Najfantastickejšou zahraničnou osobnosťou roku 2013 ve slovenské anketě FOR.
Ve volném čase se věnuje výrobě steampunkových kostýmů, autorských šperků z hodinových komponentů a součástek či kresbě. Působí jako redaktorka webu časopisu XB-1. Je aktivní představitelkou české steampunkové komunity a spolupořadatelkou různých kulturních akcí, jako například festivalu Nemám páru nebo Fantastická Ostrava. Věnuje se kostýmům a cosplayi, kde také sklízí zasloužené úspěchy, naposledy se například umístila na druhém místě originální kostýmové soutěže festivalu Comics Salón 2018.
Působí jako redaktorka webu časopisu XB-1. Je aktivní představitelkou české steampunkové komunity a spolupořadatelkou různých kulturních akcí, jako například festivalu Nemám páru nebo Fantastická Ostrava. Věnuje se kostýmům a cosplayi.

## Dílo

### Samostatné knihy
- Železonoc a jiné podivnosti, RogerBooks, Bratislava 2012 – sbírka povídek
- Cvrček v krabičce, Hydra, Bratislava 2012
- Ve stylu steampunk, Grada, Praha 2021

### Knižní série
- Ve službách královny
  - Démon z East Endu, Brokilon, Praha 2015
  - Vlčice, in Železonoc a jiné podivnosti, RogerBooks, Bratislava 2012 - povídka
  - Královnina jehla, in Pevnost 2015/01 – povídka
  - Pekelná opera, in Pevnost 2016/06 – povídka
  - Záblesk okamžiku, in Jupiter 2022
  - Případ démona neřesti, in Pevnost 2023/12
- Střípky času – trilogie, Host, Brno

1. Díl – Střípky času (2019)
2. Díl – Pán čarodějů (2020)
3. Díl – Vzpomínky na zítřek (2022)

### Povídky ve sbornících
- Trik, in Žena s drakem, Fortna, Praha 2017
- Zombie, in Fantastická 55, Hydra, Bratislava 2013
- Tasemnička, in Fantastická 55, Hydra, Bratislava 2013
- Tma není jen černá, in O dračí řád: Času navzdory, Zoner Press, Brno 2013
- Trochu jiná smrt, in Na hroby, Hydra, Bratislava 2014
- Zlaté jablko, in Rozmarná fantastika, Hydra, Bratislava 2015